# Tor-Erik Teir
Tor-Erik Teir, född 2 januari 1908 i Lappfjärd, död 11 april 1988 i Vasa, var en finländsk bankman. Han var bror till Harald och Grels Teir. 
Teir blev student 1925, avlade högre rättsexamen 1930 och blev vicehäradshövding 1933. Han var notarie i Gamlakarleby domsaga 1933–1936, stadssekreterare i Vasa 1937–1944 och direktör vid Helsingfors Aktiebanks kontor i Vasa 1944–1970. Han var ordförande i skatteprövningsnämnden för Vasa län 1941–1955 och invaldes 1946 i Vasa stadsfullmäktige, där han var ordförande 1951–1968 (Svenska folkpartiet). Han var medlem av ett flertal affärsföretags direktioner, interkommunala styrelser samt Finlands stadsförbunds styrelse och finansråd. Han tilldelades stadsråds titel 1959.

### Uppslagsverk
- Teir, Tor-Erik i Vem och vad 1967
- Teir, Tor-Erik i Uppslagsverket Finland (webbupplaga, 2012). CC-BY-SA 4.0